# Damias bougainvillei
Damias bougainvillei là một loài bướm đêm thuộc phân họ Arctiinae, họ Erebidae.